# Complexe sportif Claude-Robillard
The Complexe sportif Claude-Robillard (francês: [kɔ̃plɛks spɔʁtif klod ʁobijɑʁ]), abreviado CSCR, é uma instalação esportiva multifuncional, localizada em Montreal, Quebec, Canadá, no bairro de Ahuntsic-Cartierville.

## História
O Complexe sportif Claude-Robillard foi construído para os Jogos Olímpicos de 1976. Foi sede de competições de handebol e pólo aquático, além de ser o centro de treinamento de atletismo, natação e hóquei em campo durante os jogos.

## Visão geral
A instalação é composta por dois edifícios: a arena Michel-Normandin e o próprio edifício principal. No centro da instalação está uma piscina olímpica de dez raias e uma piscina menor com torres de mergulho, que abriga o premiado clube de natação CAMO, bem como uma pista coberta, uma sala de treinamento omni-esportiva e vários ginásios. No local há uma série de outras instalações: uma pista de corrida, um campo de futebol de tamanho regulamentar, um segundo campo com superfície artificial, originalmente projetado para hóquei em campo, mas reaparecido em 2006 e configurado para futebol e futebol canadense, quadras de tênis, diamantes de beisebol e assim por diante. A pista de corrida e o grande campo de futebol ficam no meio de um estádio com 6.500 lugares.
O Montreal Impact, na época em que o clube era da North American Soccer League, disputou seus jogos em casa no grande campo de futebol de 1993 a 2007 e tanto o time profissional quanto sua academia treinaram lá até 2015. O FC Montreal, afiliado USL-Pro do Montreal Impact, joga seus jogos em Claude Robillard em 2016.